# Ṣān al-Ḥajar
Ṣān al-Ḥajar es un distrito de la gobernación de Oriental, Egipto. En julio de 2017 tenía una población estimada de 158 443 habitantes.
Se encuentra ubicado en la zona oriental del delta del Nilo, al noreste de El Cairo.